# Gerhard Ludwig Müller
Gerhard Ludwig Müller (nascut el 31 de desembre de 1947) és un cardenal catòlic alemany i Prefecte de la Congregació de la doctrina de la Fe des del seu nomenament pel Papa Benet XVI el 2 de juliol de 2012. va ser elevat al cardenalat pel Papa Francesc al consistori celebrat el 22 de febrer de 2014.

## Biografia
Gerhard Müller va néixer a Finthen, Magúncia (Renània-Palatinat, Alemanya). Després de graduar-se de l'Institut Episcopal Willigis de Magúncia, estudià filosofia i teologia a Magúncia, Múnic i Friburg. El 1977 rebé el seu doctorat per la seva tesi sobre el teòleg protestant Dietrich Bonhoeffer, tesi dirigida per Karl Lehman.
Va ser ordenat prevere de la diòcesi de Magúncia l'11 de febrer de 1978, just després de fer 30 anys, pel cardenal Hermann Volk. Després de la seva ordenació va estar destinat a 3 parròquies.
El 1986 va ser reclamat per rebre una càtedra sobre teologia dogmàtica a la Universitat de Múnic, on encara és professor honorari.

### Episcopat
L'1 d'octubre de 2002 el Papa Joan Pau II el nomenà Bisbe de Ratisbona. Va ser consagrat bisbe el 24 de novembre de 2002, amb el cardenal Friedrich Wetter com a Consagrador Principal, assistit pel cardenal Karl Lehmann, el bisbe Vinzenz Guggenberger i el bisbe emèrit de Ratisbona, Manfred Müller. Com a lema episcopal escollí Dominus Iesus (Jesús és el Senyor)
El 20 de desembre de 2007, el bisbe Müller va ser nomenat pel Papa Benet XVI com a membre de la congregació de la doctrina de la Fe. El 17 de gener de 2009 també va ser nomenat membre del Consell Pontifici per la Cultura. El 12 de juny de 2012 va ser nomenat membre de la Congregació per l'Educació Catòlica i del Consell Pontifici per a la Promoció de la Unitat dels Cristians.
A la Conferència Episcopal Alemanya, Gerhard Müller va ser nomenat President de la Comissió Ecumènica i Vicepresident de la Comissió. També va ser vicepresident de l'Associació d'Esglésies Cristianes a Alemanya i el primer president de la Societat per la Promoció de l'Institut de les Esglésies Orientals de Ratisbona.
Com a amic personal del Papa Benet XVI, va encarregar-se de la preparació de la publicació de "Opera Omnia", una sèrie de llibres que recollirien, en una edició compacta, tots els escrits del Papa Benet. El mateix Müller ha escrit més de 400 treballs sobre teologia dogmàtica, ecumenisme, revelació, hermenèutica, el presbiterat i el diaconat.
Müller també va ser deixeble de Gustavo Gutiérrez Merino, el pare de la teologia de l'alliberament latinoamericana, de qui ha estat amic proper.

### Cúria romana
El 2 de juliol de 2012, el bisbe Müller va ser nomenat Prefecte de la Congregació de la doctrina de la Fe pel papa Benet XVI. Al mateix temps va ser nomenat arquebisbe ad personam. Com a resultat d'aquest nou paper, és també president ex officio de la Comissió Pontifícia Bíblica, la Comissió Internacional Teològica i la Comissió Pontifícia Ecclesia Dei.
L'arquebisbe Müller succeí el cardenal William Nevada que havia estat nomenat al maig del 2005 pel recent elegit Papa Benet XVI. L'arquebisbe Müller va ser informat de la decisió del Papa Benet el 16 de maig al Vaticà. Va posar èmfasi en la necessitat d'unitat de l'Església i té com a objectiu posar fi a «la creixent polarització entre els tradicionalistes i progressistes [que] amenaça la unitat de l'Església i la generació de fortes tensions entre els seus membres». Va afirmar que «Tradicionalistes contra progressistes o com se'ls vulgui anomenat. Això s'ha de superar, hem de trobar una unitat nova i fonamental en l'Església i els països individuals. Unitat en Crist, no una unitat produïda al voltant d'un programa i després invocada per qualsevol orador. No som una comunitat que segueix el programa d'un partit, o una comunitat de recerca científica, la nostra unitat és un do. Creiem en una Església unida en Crist.» Va ser rebut per primera vegada en la trobada habitual dels divendres del 21 de setembre del 2012. El 24 de novembre del 2012 va ser nomenat membre del Consell Pontifici per als Textos Legislatius. Al novembre de 2012 l'arquebisbe Müller va dir que els camps tradicionalista i progressista que veuen el Concili Vaticà II com un trencament amb la veritat tenen una interpretació herètica del concili i dels seus objectius. El que el Papa Benet XVI definí com la «hermenèutica de la reforma, o renovació en la continuïtat» és «l'única interpretació possible d'acord amb els principis de la teologia catòlica.» El 6 de desembre de 2012 el Papa Benet XVI nomenà Rudolf Voderholzer nou bisbe de Ratisbona, cobrint la vacant deixada per Müller.
El 19 de febrer de 2014 va ser fet membre de la Congregació per a les Esglésies Orientals.

#### L'entrevista de juliol del 2012
El 25 de juliol de 2012, en una entrevista amb L'Osservatore Romano, l'arquebisbe Müller va ser preguntat sobre les seves impressions inicials de treballar a la Cúria, i va dir que « Com a membre (de la CDF) he estudiat els documents preparats per la Congregació i he participat en les consultes. Ara, en canvi, he de liderar i guiar el treball diari dels que treballen al dicasteri, preparant i actuant sobre les decisions correctament. Estic agraït al Sant Pare per haver-me donat la seva confiança i per haver-me confiat aquesta tasca.» Parlant sobre el seu ascens va dir que «Durant gairebé quaranta anys el meu pare va ser un simple treballador d'Opel a Russelsheim. Vivíem a prop, a Mainz-Finthem, un petit poble fundat pels romans i que encara queden runes de l'aqüeducte que van construir. Des d'aquest punt de vista, la nostra marca fonamental és romana» Sobre el seu paper a la CDF Müller va dir que «L'Església és primer de tot una comunitat de fe; on la fe revelada és el bé més important, la qual hem de transmetre, proclamar i protegir. Jesús confià a Pere i als seus successors el seu magisteri universal, i és a això el que aquest dicasteri ha de servir. A més, la Congregació per a la Doctrina de la Fe té la responsabilitat que preocupa a tota l'Església en profunditat: la fe que ens porta a la salvació i a la comunió amb Déu i entre nosaltres.»
L'arquebisbe Müller, quan se li preguntà sobre la teologia de l'alliberament senyalà que «crec que tota teologia bona ha de fer-se amb la llibertat i la glòria dels fill de Déu. Malgrat tot, certament una mixtura de la doctrina de l'auto-redempció marxista amb la salvació lliurada per Déu ha de ser rebutjada. Per un altre costat hem de preguntar-nos sincerament: com podem parlar de l'amor i la gràcia de Déu davant del patiment de tanta gent que no té menjar, aigua, medicaments, que no saben com oferir un futur als seus fills, on la dignitat humana està realment mancada, on els drets humans són ignorats pels poderosos? En el darrer anàlisi això és possible només si també volem estar amb la gent, per acceptar-los com a germans i germanes, sense paternalisme des de dalt.»

### Cardenalat
El gener del 2014 s'anuncià que Müller seria elevat al cardenalat durant el proper consistori, que se celebraria el 22 de febrer de 2014. Aquell dia va ser creat i proclamat Cardenal diaca de Sant'Agnese in Agone pel Papa Francesc.

## Honors i distincions
Mentre que era professor, l'arquebisbe Müler va rebre la Gran Creu del Mèrit de la branca del Sagrat Orde Militar Constantinià de Sant Jordi, encapçalat per Infant Carles, duc de Calàbria.
Al setembre de 2004, la Universitat Catòlica de Lublin atorgà a l'arquebisbe Müller un doctorat honorífic, en reconeixement de les seves destacades activitats científiques i didàctiques. El 24 de setembre de 2008, la Pontifícia Universitat Catòlica del Perú també li atorgà un doctorat honorífic davant la seva tasca científica.
El Primer Ministre de Baviera Horst Seehofer li atorgà el 28 de maig de 2009 la Creu del Mèrit de la República Federal de 1a classe.
El seu estudiant i assistent,, Christian Schaller, ca rebre el Premi Ratzinger, sovint considerat el Premi Nobel de la Teologia, al juny de 2013.

## La controvèrsia de Peter Kramer
Al setembre del 2007 el Neue Presse de Passau va acusar públicament contra Müller sobre com portà l'escàndol d'abusos sexuals de Peter Kramer.

## Opinions doctrinals

### Estatus de les comunitats protestants
En un discurs que pronuncià a l'octubre de 2011, mentre que citava el document del Concili Vaticà II sobre l'ecumenisme, Unitatis Redintegratio, va dir que «el Magisteri Catòlic està lluny de negar el caràcter eclesiàstic d'una existència eclesiàstica de "les esglésies separades i les Comunitats eclesials de l'Oest"».

### Teologia de l'alliberament
Gerhard Müller va ser pupil i amic de Gustavo Gutiérrez Merino, el pare de la teologia de l'alliberament. Comentant sobre Gutiérrez, Müller afirmà que «La teologia de Gustavo Gutiérrez, independent de com es miri, és ortodoxa perquè és ortopràctica i ens ensenya la manera correcta de com actuar de manera cristiana perquè prové de la veritable fe.» Gutiérrez no va ser censurat per la Santa Seu, tot que se li demanà que modifiqués alguns dels seus escrits.».